# Канадско-украинские отношения
Канадско-украинские отношения — двусторонние отношения между Канадой и Украиной в области международной политики, экономики, образования, науки, культуры и т. п.
Канада признала независимость Украины 2 декабря 1991 года, дипломатические отношения между двумя странами установлены 27 января 1992 года. В апреле 1992 года в Киеве Канада открыла посольство; посольство Украины в Канаде открыто в ноябре 1992 года в Оттаве.

## Двусторонние связи

### Исторические политические и дипломатические связи
Попытку установления дипломатических отношений с Доминионом Канада предпринимала Украинская Социалистическая Советская Республика. 27 октября 1922 года Политбюро Центрального комитета Коммунистической партии (большевиков) Украины признало необходимым направить миссию УССР в Канаду. Полномочным представителем УССР был назначен Павел Ладан, однако в связи с сворачиванием деятельности Народного комиссариата иностранных дел УССР, которое началось ввиду образования Союза Советских Социалистических Республик, он так и не приступил к своим обязанностям.

### Современные политические и дипломатические связи
В 2013 году осуществлён ряд двусторонних встреч:
- 25 января во время Всемирного экономического форума, проходившего в Давосе состоялся диалог между главами внешнеполитических ведомств Украины и Канады Леонидом Кожарой и Дж. Бэйрдом.
- 1—4 марта Украину с официальным визитом посетил Министр гражданства, иммиграции и мультикультурализма Канады Дж. Кенни.
- 11—12 июня в Киеве проходила Международная конференция по противодействию торговле людьми, которую посетила депутат парламента Канады Дж. Смит.
- 25 июня в Киеве проведена встреча между Заместителем Министра иностранных дел Украины и парламентским секретарём Министра иностранных дел Канады Бобом Декертом.

Во время встречи обсуждались вопросы украинской евроинтеграции, которую Канада поддерживает.

### Экономические связи
Согласно данным Госстата Украины, в 2012 году экспорт товаров и услуг в Канаду составил 107,2439 млн долларов (уменьшение по сравнению с предыдущим годом на 12,5 %). Украина импортировала товаров на 193,0467 млн долларов (уменьшение по сравнению с предыдущим годом на 7,1 %), то есть внешнеторговый оборот Украины с Канадой 2012 года составил 300,2906 млн долларов (отрицательное сальдо для Украины — 85,8028 млн долларов).

### Культурно-гуманитарные связи
Сотрудничество Украины и Канады в культурно-гуманитарной области определяются «Совместной декларацией об особом партнерстве между Украиной и Канадой» (от 31 марта 1994 года) и «Соглашением о дружбе и сотрудничестве между Украиной и Канадой» (от 24 октября 1994 года). Этими документами определяется, что сотрудничество будет происходить в областях культуры, образования, спорта, политическими партиями и общественными организациями.
Ежегодно в Канаде проходят около 10 украинских фестивалей: крупнейший среди них — Украинский фестиваль в Торонто, а старейший Канадский национальный украинский фестиваль (проводится в городе Дофин с 1965 года).
В городах Канады установлен ряд памятников выдающимся украинским фигурам: Тарасу Шевченко установлены монументы в Виннипеге, Ивану Франко — Виннипеге, Торонто, Ляшене, Лесе Украинке в Торонто, Саксатуне, Владимиру Великому в Торонто, Василию Стефанику в Эдмонтоне. В 5 канадских городах также установлены монументы памяти жертв Голодомора (Виннипег, Эдмонтон, Гакстон, Калгари и Виндзор).

## Диаспора

### Украинцы в Канаде
Согласно данным переписи населения 2006 года в Канаде проживает 1 209 085 украинцев (3,87 % населения страны, 9-я по численности культурно-этническая группа в Канаде). Украинская диаспора в Канаде является второй по численности в мире после России.
Украинцы Канады объединяются в различные организации, в целом на территории Канады насчитывается более 1000 таких объединений. Большинство этих организаций объединены в Конгресс украинцев Канады, также довольно крупной организацией является Всемирный конгресс украинцев.